# Уильямс, Элизабет Лэнгдон
Элизабет Лэнгдон Уильямс (8 февраля 1879, Патнам, Коннектикут — 1981, Энфилд, Нью-Гэмпшир) — американка, вычислительница и астрономом, чья работа помогла открыть Плутон.

## Личная жизнь и образование
Элизабет Лэнгдон Уильямс родилась 8 февраля 1879 года в Патнэме, штат Коннектикут, у Элизабет Бригам и Луи М. Уильямса. У неё был брат-близнец, Роберт Лонгфелло Уильямс, и младшие брат и сестра Генри Трамбелл Уильямс и Урсула Луиза Уильямс. В 1903 году она окончила Массачусетский технологический институт со степенью по физике, став одной из первых выпустившихся женщин, и стала первой женщиной, сыгравшей почётную роль во время выпуска — на церемонии она прочитала часть своей диссертации «Аналитическое исследование волновой поверхности Френеля» и произвела большое впечатление на присутствующих. Она была лучшей в своем классе, владела обеими руками — писала прописными буквами правой рукой и печатными левой. В 1922 году Уильямс вышла замуж за Джорджа Холла Гамильтона, другого астронома, родившегося в Лондоне 30 июня 1884 года и получившего образование в Кембридже. С 1917 по 1922 годы он работал в обсерватории Лоуэлла во Флагстаффе, штат Аризона, где и познакомился с Уильямс.

## Профессиональная работа
В 1905 году Уильямс была нанята Персивалем Лоуэллом для работы в его офисе на Стейт-стрит в Бостоне. Изначально она редактировала публикации для Лоуэлла, пока её не попросили быть «человеком-компьютером» для его исследований Планеты X, которые начались в 1910 году.

### Планета Х
Лоуэлл предположил, что предполагаемая Планета X повлияла на орбиты известных планет, Нептуна и Урана. Роль Уильямс в проекте «Планета X» заключалась в том, что она была главным «человеческим компьютером», выполняя математические расчёты того, где Лоуэлл должен искать неизвестный объект, и расчёты его размеров, исходя из различий в орбитах Нептуна и Урана. Её расчёты привели к предсказанию местоположения неизвестной планеты, но Лоуэлл умер в 1916 году, и проект был прекращён. Однако в конце 1920-х годов проект был возобновлен, его возглавил Клайд Томбо. Томбо использовал предсказания Лоуэлла (построенные на расчётах Уильямс), чтобы найти изображение в области неба, сфотографированной в 1915 году, которую он идентифицировал как новую планету, названную Плутон, в 1930 году.
Уильямс продолжала работать над расчётами и вести документацию в обсерватории Лоуэлла после его смерти, в 1919 году она переехала из Бостона в саму обсерваторию во Флагстаффе. Позднее она и Гамильтон были уволены со своих должностей в обсерватории вдовой Персиваля Лоуэлла, Констанс, потому как считалось неуместным нанимать на работу замужнюю женщину. Уильямс и её муж впоследствии вместе работали в обсерватории в Мандевилле, Ямайка, управляемой обсерваторией Гарвардского колледжа.

## Последние годы
Джордж Холл Гамильтон умер в 1935 году. Овдовев, Уильямс ушла из обсерватории в Мандевиле и со своей младшей сестрой Луизой Ринг переехала в Лебанон, штат Нью-Гэмпшир, где они управляли «Мирными акрами» (Peaceful Acres), домом для летнего отдыха. Уильямс умерла в 1981 году в Энфилде, штат Нью-Гэмпшир, в возрасте 101 года.